# 石川県道36号志賀富来線
石川県道36号志賀富来線（いしかわけんどう36ごう しかとぎせん）は、石川県羽咋郡志賀町を通る県道（主要地方道）である。

## 概要
旧志賀町（高浜地区）と旧富来町を結ぶ主要地方道。山側を走る国道249号に対して、概ね海岸線に沿って北上している。また、途中志賀町福浦港から分岐し石川県道301号若葉台松木線起点へ至る支線（新道）を有する。

### 路線データ
- 起点：羽咋郡志賀町高浜町ノ36番4地先（高浜南交差点・国道249号交点）
- 終点：羽咋郡志賀町富来生神へ部54番1地先（国道249号交点）

## 歴史
- 1960年（昭和35年）10月15日：「県道生神高浜（うるかみ たかはま）線」として路線認定。
- 1977年（昭和52年）1月14日：現在の路線名に変更。
- 1993年（平成5年）5月11日 - 建設省から、県道志賀富来線が志賀富来線として主要地方道に指定される[1]。

## 路線状況

### 重複区間
- 国道249号（羽咋郡志賀町富来牛下 - 羽咋郡志賀町富来生神）

## 地理

### 通過する自治体
- 羽咋郡志賀町

### 交差する道路
- 国道249号（羽咋郡志賀町高浜町・高浜南交差点、起点）
- 石川県道293号羽咋巌門自転車道線（羽咋郡志賀町高浜町・はまなす交差点）
- 石川県道36号志賀富来線 支線（羽咋郡志賀町福浦港）
- 石川県道48号福浦港中島線（羽咋郡志賀町福浦港）
- 国道249号（羽咋郡志賀町富来牛下・牛下交差点）
- 国道249号（羽咋郡志賀町富来生神：終点）

支線
- 石川県道301号若葉台松木線（羽咋郡志賀町若葉台)
- 石川県道36号志賀富来線（羽咋郡志賀町福浦港）

### 沿線にある施設など
- 志賀町立志賀中学校
- 石川県立志賀高等学校（旧石川県立高浜高等学校）
- 志賀町立志加浦小学校
- 志賀の郷
  - 能登ゴルフ倶楽部
  - いこいの村 能登半島
- アリス館志賀
- 花のミュージアム フローリィ
- 北陸電力志賀原子力発電所
- 能登金剛
  - 巌門
  - 機具岩（能登二見）